# سويداء مصرية
السويداء المصرية أو القلام المصري (باللاتينية: Suaeda aegyptiaca) نوع نباتي يتبع جنس السويداء من الفصيلة القطيفية. وهو نبات يؤكل وأیضا يسميه البعض كاكول (قاقلي) و في العراق یسمونه كوك الله.[بحاجة لمصدر]

## اسم مرادف
- طرطيع مصري (الاسم العلمي:Schanginia aegyptiaca)
- طرطيع بستاني أو طرطي[3]ر أو ملاح[3] أو شخاخ[3] أو مليح[3] أو تهمة [3](الاسم العلمي:Schanginia hortensis)[3]
- طرطيع توتي (الاسم العلمي:Schanginia baccata)

## الموئل والانتشار
موطنها الأصلي بلاد الشام ووادي النيل والمغرب العربي (في ليبيا) يوجد أیضا في الكويت والجزيرة العربية وجنوب إيران وأيضا في القرن الأفريقي.

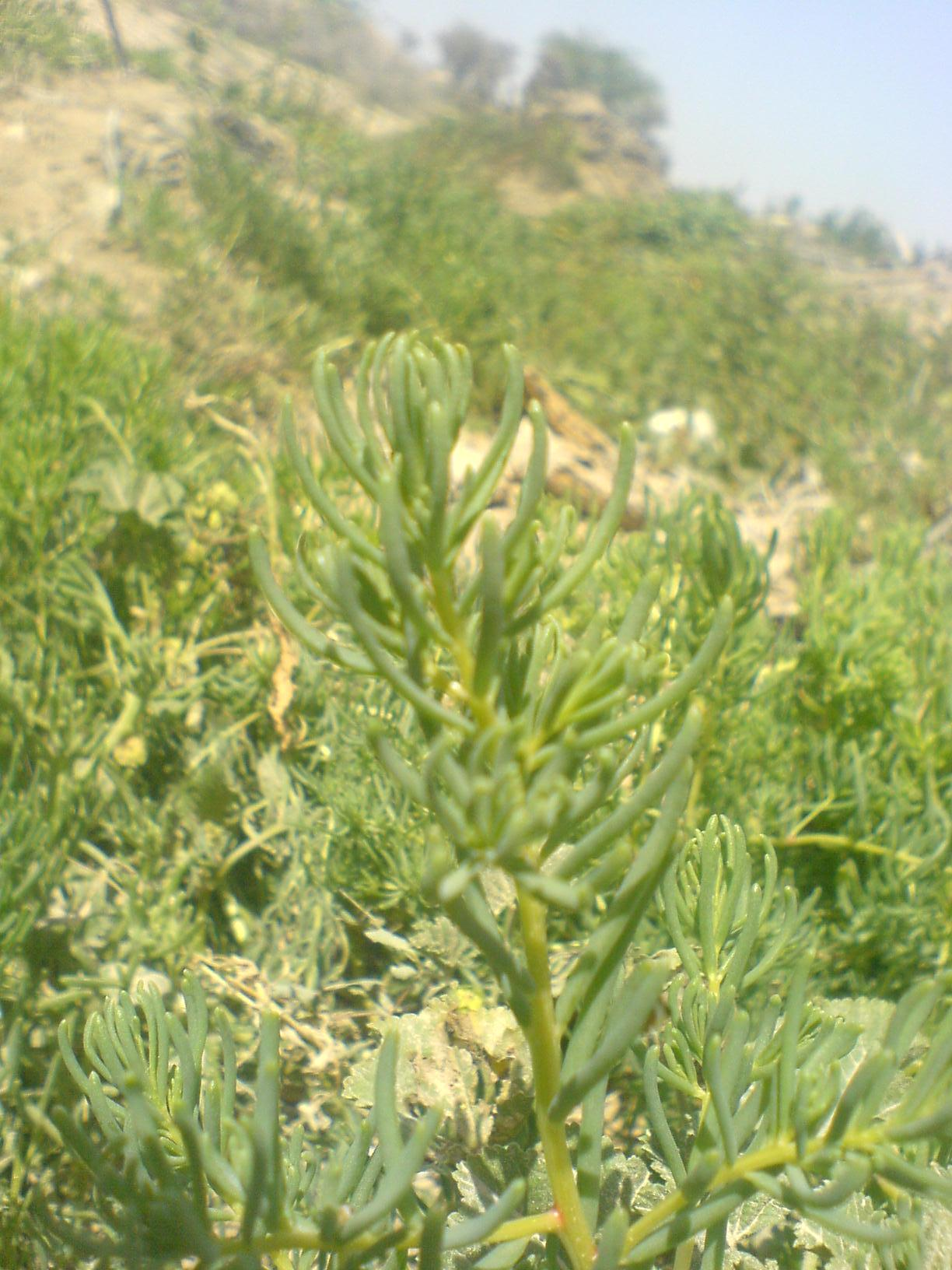
سویداء مصرية فی جنوب إيران

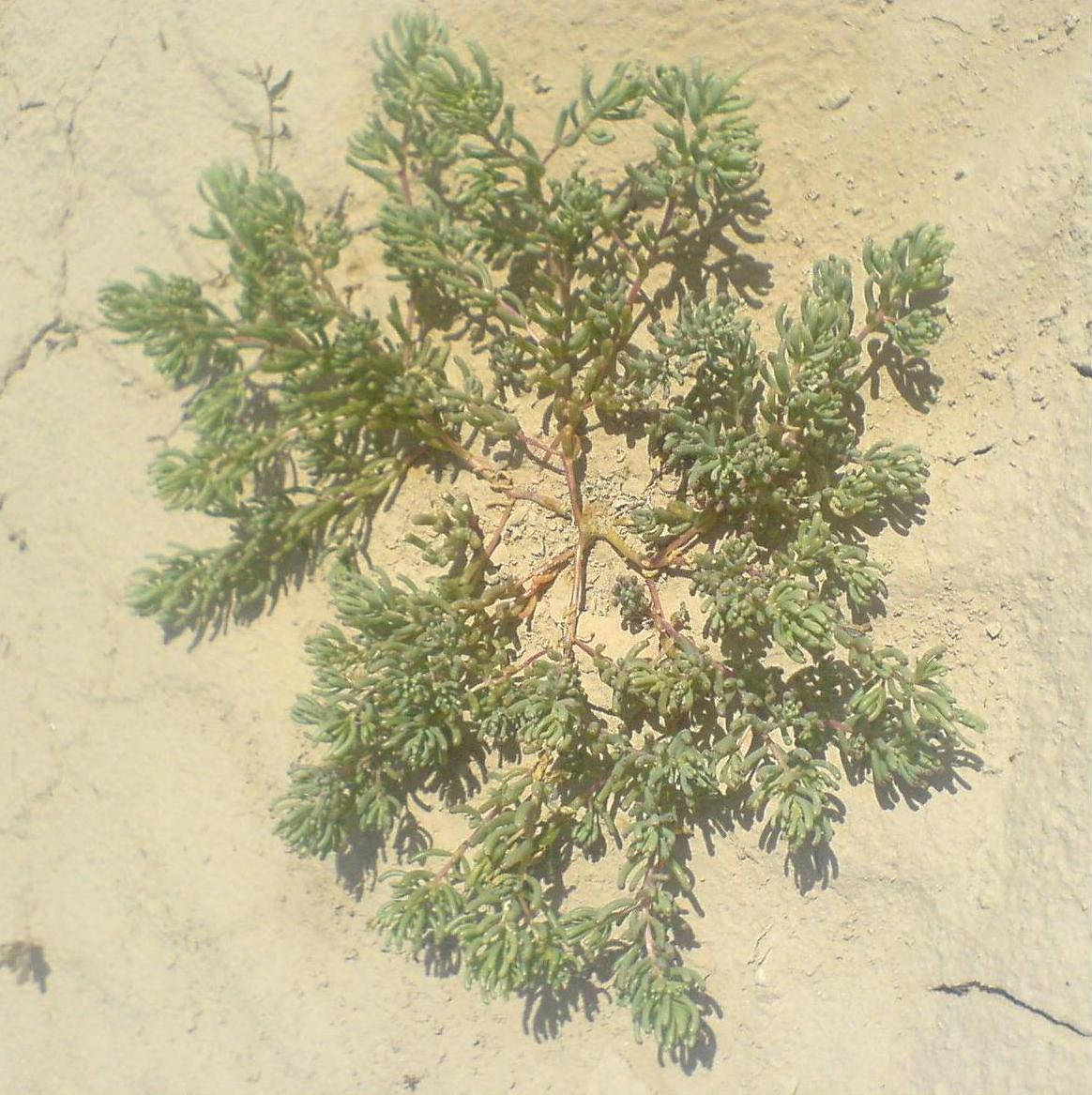
سویداء مصرية فی جنوب إيران